# Motoarena Toruń
 (avril 2025).
La Motoarena Toruń (Motoarena Toruń im. Mariana Rosego en polonais) est un stade multi-usages situé à Toruń en Pologne.
D'une capacité de 15 500 places assises, il est principalement utilisé pour les courses de speedway et reçoit le KS Toruń.

## Événements
- Indywidualne Mistrzostwa Polski na Żużlu 2009, 25 juillet 2009
- European Speedway Club Champions' Cup, 19 septembre 2009
- Speedway Grand Prix de Pologne 2010, 19 juin 2010
- Concert de Bryan Adams, 13 juillet 2010
- Concert de Josep Carreras i Coll, 31 juillet 2010

## Galerie

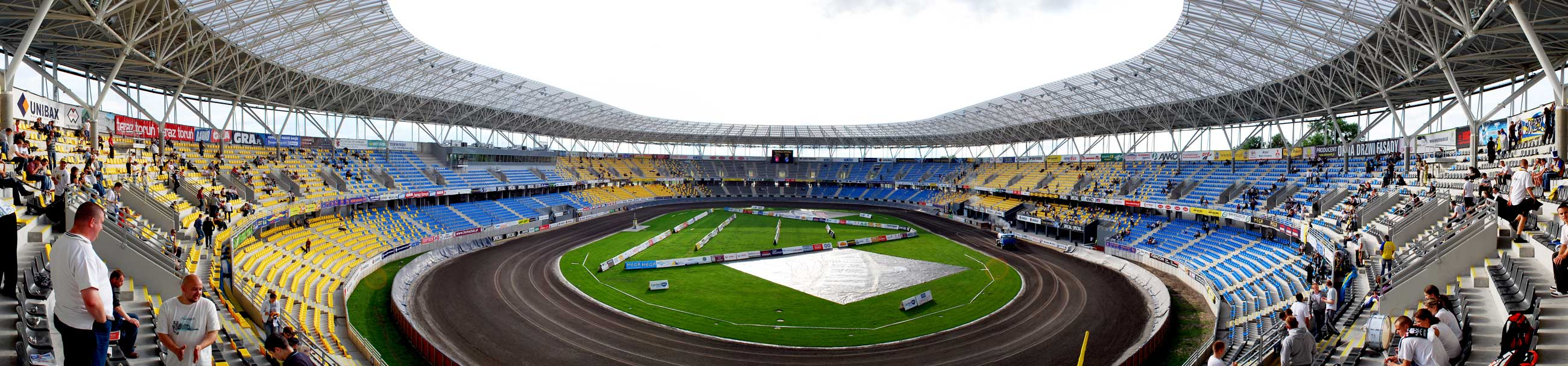
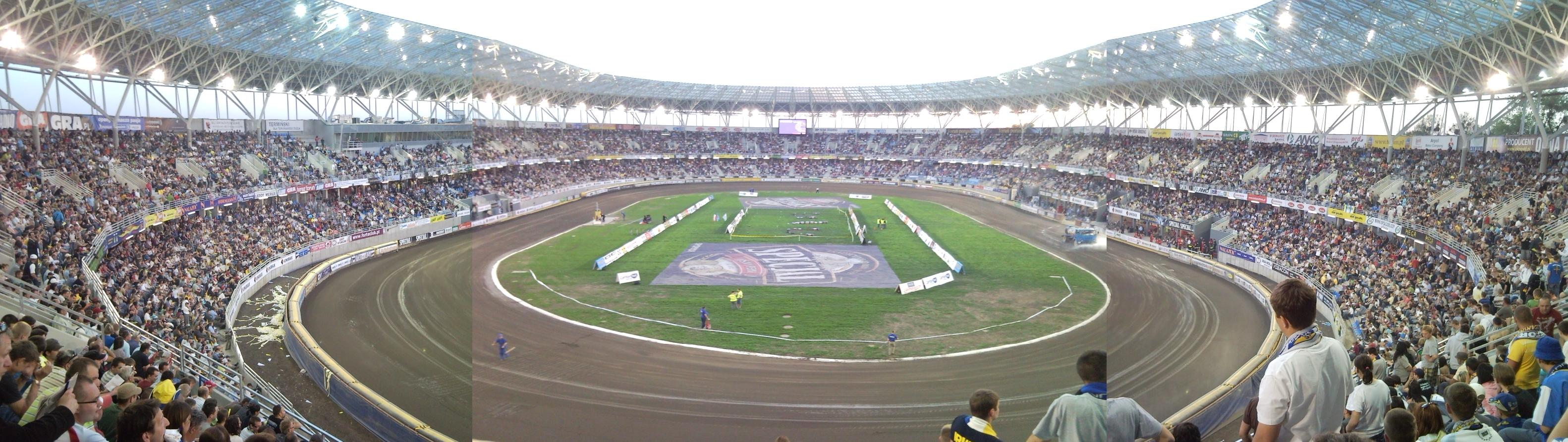
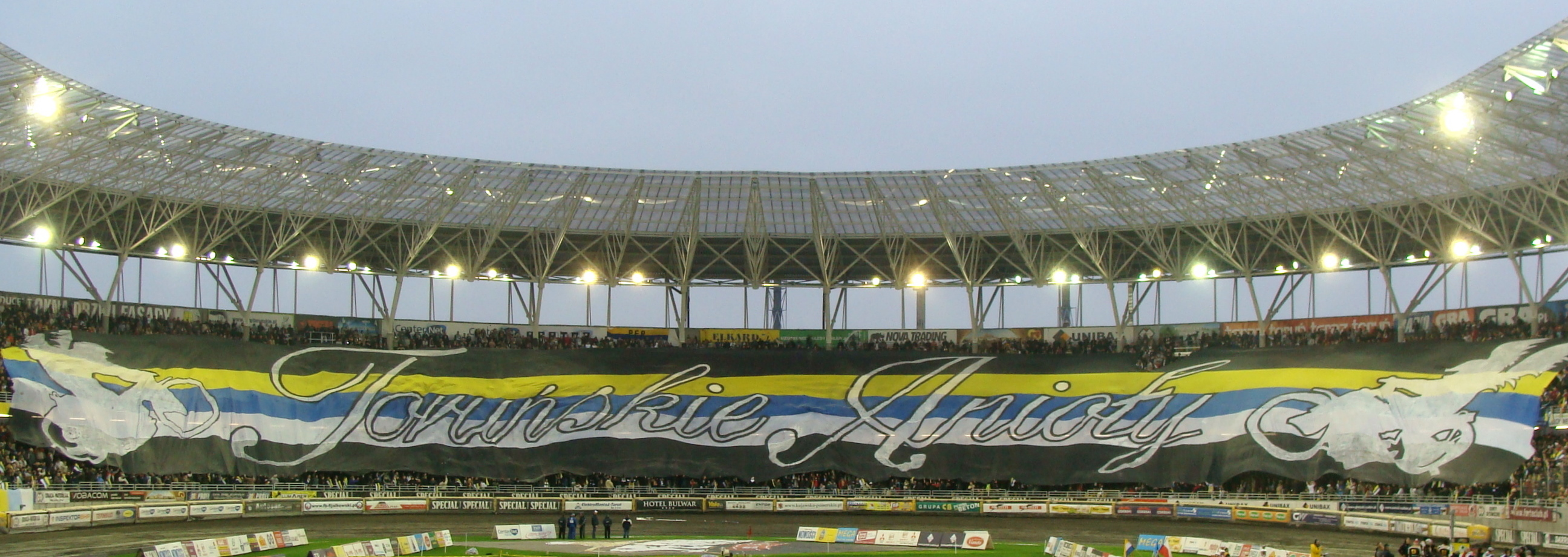